# Mohammad Reza Navaei
Mohammad Reza Navaei (en محمدرضا نوايى), né le 1er décembre 1948 à Téhéran et mort le 3 août 2020 dans la même ville, est un lutteur iranien pratiquant la lutte libre.

## Carrière
Mohammad Reza Navaei remporte la médaille d'argent dans la catégorie des moins de 62 kg à l'Universiade d'été de 1973 à Moscou. Il est médaillé de bronze dans la catégorie des moins de 62 kg aux Championnats du monde de lutte 1973 à Téhéran et aux Jeux asiatiques de 1974 dans la même ville.
Il participe également aux Jeux olympiques d'été de 1976 à Montréal.
Il est l'entraîneur de l'équipe iranienne de lutte aux Jeux olympiques d'été de 1988 ainsi que l'entraîneur adjoint lors des Jeux olympiques d'été de 1992.
Il est aussi à la tête de la sélection iranienne lors des Mondiaux de 1990, 1991, 1993 et 1994 et l'entraîneur de l'équipe d'Indonésie de lutte aux Mondiaux de 1978.